# Лопчинский заказник
Лопчинский заказник — государственный природный зоологический заказник областного значения.
Площадь — 142,4 тыс. га.

## Расположение и границы
Находится в Тындинском районе Амурской области России. Северная граница проходит от границы Амурской области и Забайкальского края по вершинам Олёкминского хребта, затем по водоразделу между рекой Балыктах и рекой Марикта через отметки высот 880,4, 819,0, 856,6 м до водораздела между рекой Биракчан и рекой Марикта и до истока реки Марикта, далее от её истока до устья. Восточная — по реке Нюкже вверх по течению до устья реки Лопча. Южная — от устья Лопчи вверх по течению до устья реки Джипкоген, по реке Джипкоген вверх по течению до истока и далее через водораздел до истока ключа Иньжяк, от истока ключа Иньжяк по течению до устья, далее вниз по течению реки Лопчи до устья реки Лопчаган, от устья реки Лопчаган вверх по течению до границы с Забайкальским краем. Западная — от реки Лопчаган по границе с Забайкальским краем на север до вершин Олёкминского хребта.

## Цель создания
Создан 15 сентября 1976 года решением облисполкома Амурской области № 352 с целью сохранения и восстановления редких и исчезающих видов животных, в том числе ценных видов в хозяйственном, научном и культурном отношениях. Режим охраны и границы утверждены постановлением № 200 Губернатора Амурской области от 24 апреля 2006 года.

## Климат
На территории заказника самым продолжительным временем года является зима, которая обычно бывает холодной и малоснежной, с преобладанием ясной, солнечной погоды. Средняя высота снегового покрова — 40—60 см. Отрицательные среднесуточные температуры воздуха устанавливаются в начале октября, наиболее низкие приходятся на январь: −30,9 ºС.
Весна короткая, с переменной ветреной погодой, длится с середины апреля, когда сходит снег, и до конца мая, хотя в лесах, в верхней части склонов гор, он остаётся лежать почти до конца сезона. В третьей декаде апреля среднесуточная температура переходит отметку 0 ºС. Последние заморозки наблюдаются в середине второй декады мая, среднесуточная температура которого составляет 6 ºС.
Лето тёплое и дождливое, с возможными заморозками в начале и в конце сезона. Самый тёплый месяц — июль (17,1 ºС).
Осень коротка, сухая, преимущественно с ясной погодой и ночными заморозками. С начала октября возможны снегопады, а с третьей декады месяца устанавливаются отрицательные среднесуточные температуры порядка −6 ºС.

## Рельеф и почвы
Буротаёжные, торфяные болотные верховые и низинные типы почв приурочены к разным формам рельефа и почвообразующим породам. Рельеф гористый с абсолютными отметками до 900 м над уровнем моря. Горные хребты имеют мягкие очертания, округлые вершины, широкие и волнистые гребни. Крутизна склонов, расчленённых многочисленными лощинами и долинами малых рек, составляет 15—30 º. Преобладающие грунты — щебёночно-суглинистые и щебёночно-супесчаные мощностью до 0,5—5 м, под которыми залегают скальные породы, встречаются песчано-галичниковых и торфяные. Находятся в вечномёрзлом состоянии (мощность слоя — 35—60 м).

## Гидрография
Гидрографическая сеть заказника общей протяжённостью 310 км включает в себя участки рек: Лопча (60 км), Далыричи (35 км), Аготок (30 км), Кречики (30 км), Нюкжа (50 км) и Анамдяк (15 км). Глубина залегания грунтовых вод в долинах рек — от 1 до 8 метров, на склонах гор — 60 и более метров.

## Флора и фауна

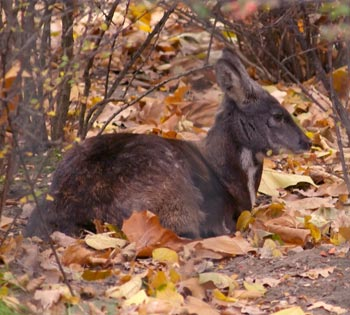
Кабарга

Заболоченные долины и террасы рек гидрографической сети заказника заняты характерным элементом растительности территории — лиственничными ёрниковыми сфагновыми редкостойными лесами и рединами на болотных перегнойно-торфяно-глеевых мерзлотных почвах. Древостой, в котором попадаются единичные экземпляры сосны, чрезвычайно угнетён и редкостоен — взрослые деревья толщиной 16—18 см достигают высоты не более 10 метров. Относительно дренированные участки покрыты лиственничными и сосново-лиственничными бруснично-багульниковыми лесами, заболоченные долины, трассы и пологие склоны — лиственничными редкостойными лесами с обилием ёрника и значительным развитием сфагновых мхов. На эродированных склонах водоразделов с супесчаными и легкосуглинистыми подзолистыми длительносезонно-мерзлотными почвами растут сосново-лиственничные рододендроновые кустарничковые леса. Лиственница и сосна составляют единый ярус высотой 15—17 м, подлесок хорошо развит (1,5 м). Преобладает рододендрон даурский, ольха кустарниковая, роза иглистая, спирея шелковистая, реже берёза Миддендорфа. В травяно-кустарничковом ярусе растут брусника, багульник, голубика, осока Ван-Хьюрка, шикша (водянка) чёрная, иван-чай узколистный, вейник Лангсдорфа, кровохлёбка аптечная. На пологих частях склонов сосново-лиственничные рододендроновые леса сменяются сосново-лиственничными ёрниковыми бруснично-багульниковыми. Среди лиственничных редин встречаются ёрниковые тальниковые сфагновые болота. В указанных типах лесной растительности попадается берёза плосколистная (в качестве примеси к хвойным породам).
Животный мир заказника представлен 11 видами ценных промысловых зверей. Наиболее распространены лось и северный олень, встречаются соболь, белка, росомаха, лисица (50 % от её численности имеет чёрно-бурый окрас), горностай, бурый медведь, американская норка и кабарга, отнесённая к исчезающим видам животных Амурской области. Здесь гнездятся редкие виды птиц — скопа, беркут, орлан-белохвост.

## Значение
Является эталоном природных комплексов северо-запада Амурской области, представляя собой нетронутые хозяйственным освоением участок тайги с горными лиственичными лесами, горной тундрой и лиственничными редколесьями. На территории заказника запрещена любая деятельность, противоречащая целям его создания или причиняющая вред природным комплексам и их компонентам.
Угрозы: браконьерство со стороны БАМа, пожары, незаконная рубка леса.